# Anatoli Aliábiev
Anatoli Nikoláyevich Aliábiev –en ruso, Анатолий Николаевич Алябьев– (Danilovo, 12 de diciembre de 1951-San Petersburgo, 11 de enero de 2022) fue un deportista soviético que compitió en biatlón.
Participó en los Juegos Olímpicos de Lake Placid 1980, obteniendo en total tres medallas: oro en las pruebas individual y de relevos y bronce en velocidad. Ganó dos medallas de bronce en el Campeonato Mundial de Biatlón, en los años 1981 y 1982.
Después de retirarse de la competición, fue el entrenador del equipo ruso de biatlón entre 1990 y 1998.

## Palmarés internacional
| Juegos Olímpicos   | Juegos Olímpicos             | Juegos Olímpicos  | Juegos Olímpicos |
| Año                | Lugar                        | Medalla           | Prueba           |
| ------------------ | ---------------------------- | ----------------- | ---------------- |
| 1980               | Lake Placid (Estados Unidos) | Medalla de oro    | Individual       |
| 1980               | Lake Placid (Estados Unidos) | Medalla de oro    | Relevo           |
| 1980               | Lake Placid (Estados Unidos) | Medalla de bronce | Velocidad        |
| Campeonato Mundial |                              |                   |                  |
| Año                | Lugar                        | Medalla           | Prueba           |
| 1981               | Lahti (Finlandia)            | Medalla de bronce | Relevo           |
| 1982               | Minsk (URSS)                 | Medalla de bronce | Relevo           |